# Herș-Leib Kajber
Herș-Leib Kajber (născut Vainștein; în idiș ‏הערש-לײב קאַזשבער‏‎; în rusă Эрш-Лэйб Кажбер; n. 1906, Cajba, raionul Glodeni, gubernia Basarabia, Imperiul Rus – d. 1942, Samarqand, Republica Sovietică Socialistă Uzbecă, URSS) a fost un evreu basarabean, scriitor, critic literar și profesor.

## Biografie
S-a născut în satul Cajba din județul Bălți, gubernia Basarabia (Imperiul Rus), într-o familie de fermieri săraci. În urma unui accident din copilărie, a șchiopătat. A absolvit gimnaziul românesc din Bălți și ulterior a lucrat acolo ca profesor la școala asociației Morgn-Roit („Zorile dimineții”) sub auspiciile Bund-ului. În anii 1930 a locuit la Chișinău.
A debutat în ziarul Chernovitz Blater („Pliante de Cernăuți”), sub pseudonimul literar Kajber (adică „originar din satul Cajba”), a publicat povești și articole critice în Literar Blater („Foi literare”, Varșovia). Împreună cu prozatorul Iankl Iakir, în 1931 a înființat la Chișinău revista Onzog („Anunț”), destinată tinerilor scriitori basarabeni care s-au alăturat în curând asociației Jung-Roumeñe („Tânăra Românie”) din București și au publicat în principal în revista Scheubm („Ferestre”), editată de Iacob Sternberg și Solomon Bickel. Pe lângă Iakir și Kajber, poetul Herzl Gaisiner (mai târziu Rivkin) a participat la prima colecție Onzog și, deși acest proiect nu s-a dezvoltat ulteior, a început cariera literară a celor trei participanți, precum și a secretarului executiv a redacției, poetului Haim Zeltser.
Singura carte a lui Kajber, intitulată „Gimnaziul de stat” a fost publicată în 1937 la Cernăuți. Povestea sa Haverte Tanya („tovarășul Tanya”) a fost continuată în revista Ufgang („Răsărit”) din Sighetu Marmației. În timpul celui de-al doilea război mondial, a fost evacuat în adâncul URSS. A murit de foame în iarna anilor 1942-1943, la Samarkand, Uzbekistan.